# Windknollen (Naturschutzgebiet)
Das Naturschutzgebiet Windknollen liegt auf dem Gebiet der kreisfreien Stadt Jena in Thüringen auf dem Windknollen. Es erstreckt sich nordwestlich der Kernstadt Jena und östlich des Jenaer Stadtteils Cospeda. Südwestlich des Gebietes verläuft die B 7, östlich verläuft die B 88 und fließt die Saale. Der Windknollen ist Teil der Muschelkalkhochfläche der Ilm-Saale- und Ohrdrufer Platte. Das Gebiet war Teil des Schlachtfelds der Schlacht bei Jena und Auerstedt und wurde bis 1990 als Truppenübungsplatz genutzt.
Im Gebiet sind noch zahlreiche Altablagerungen und Relikte der einstigen Nutzung zu finden, auch existieren kleine und große Müllablagerungen sowie zahlreiche Kampfmittelreste. Viele Bereiche des Areals sind in der Krume mit verschiedenen Abfällen und Verunreinigungen belastet. Dabei ist die Fläche als Naturerbe ausgewiesen und dem NABU ist bis zum November 2020 nichts über die Belastungen bekannt gemacht worden.

## Bedeutung
Das 185,1 ha große Gebiet mit der NSG-Nr. 372 wurde im Jahr 1997 unter Naturschutz gestellt.